# Paralepista
Paralepista Raitelh. (1981) è un genere di funghi appartenente alla famiglia delle Tricholomataceae. Fino al 2012 i membri del suo genere sono stati generalmente assegnati alle famiglie Lepista o Clitocybe e in seguito riclassificati.
La specie tipo è la Paralepista flaccida (Sowerby) Vizzini, 2012, in Italia noto con i nomi comuni di imbutino, che condivide con la diversa specie Clitocybe gibba, o trombetta.

### Pubblicazioni
- Alfredo Vizzini e Enrico Ercole, Paralepistopsis gen. nov. and Paralepista (Basidiomycota, Agaricales), in Mycotaxon, vol. 120, n. 1, 2012,  p. 253–267, DOI:10.5248/120.25.